# Antechinus flavipes
El antequino de pies amarillos o mardo (Antechinus flavipes) es una especie de marsupial dasiuromorfo de la familia Dasyuridae endémica de Australia.
Presenta un peculiar comportamiento sexual: su acoplamiento es tan frenético que el estrés sexual produce en el macho una bajada de las defensas, y suele morir antes del año de edad.

## Distribución
Península de Cabo York, en Queensland, Victoria, sureste de Australia Meridional y suroeste de Australia Occidental.